# Henk Stuurop

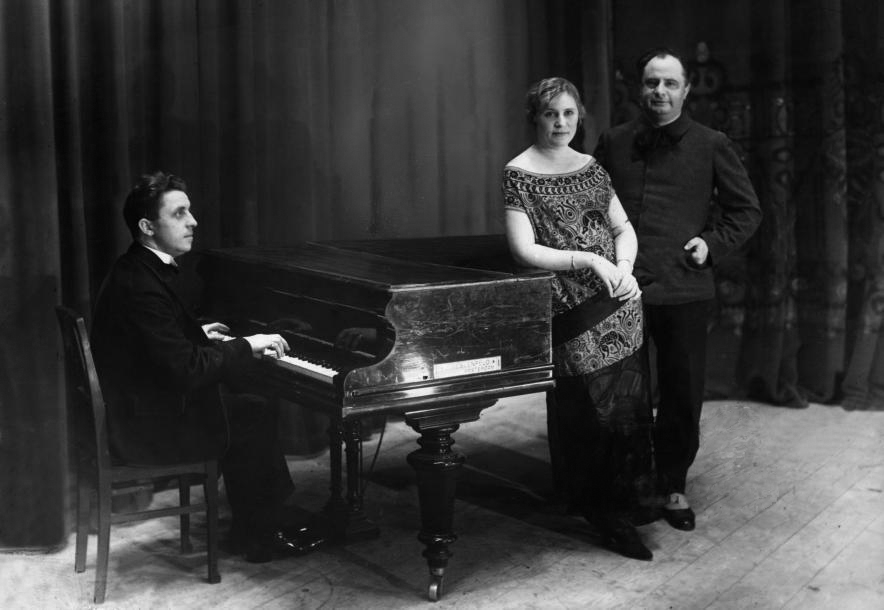
Jean-Louis Pisuisse met zijn latere vrouw Jenny Gilliams. Achter de vleugel: Henk Stuurop

Hendrik Willem (‘Henk’) Stuurop (Kampen, 8 juni 1894 – Amsterdam, 14 maart 1956) was een Nederlandse zanger, pianist en entertainer. In de jaren 1922-1927 was hij de vaste begeleider van de cabaretier Jean-Louis Pisuisse.

## Levensloop
Henk Stuurop werd geboren in Kampen. Jean-Louis Pisuisse dreef daar later de spot mee: ‘Hij komt uit Kampen, maar dat kan hij niet helpen; hij zal ’t nooit meer doen.’ In Kampen bezocht Stuurop de muziekschool, waar hij viool, klarinet en piano leerde spelen. In de mobilisatietijd tijdens de Eerste Wereldoorlog richtte hij een harmoniekorps op. Op het eind van de oorlog verzorgde hij in de omgeving van Amersfoort met een orkest van 60 man concerten voor kazernes en kampementen.
Toen hij de Veluwse zanger Jan van Riemsdijk (1879-1954) had leren kennen, werd hij na de wereldoorlog diens vaste begeleider op de piano. Met Van Riemsdijk maakte hij tournees door het hele land, tot hij in 1922 de kans kreeg om bij het cabaret van Jean Louis Pisuisse de plaats in te nemen van de ernstig zieke pianist Jan Hemsing. Op 16 december 1922 maakte hij zijn debuut.
Hij bleef onder Pisuisse werken tot diens onverwachte dood in 1927. Later trad hij behalve als pianist ook af en toe als zanger op. In 1925 schreef hij samen met Pisuisse het liedje Meisjes. Tussen september 1925 en januari 1927 maakte hij met Pisuisse een tournee door Nederlands-Indië.
Na de moord op Jean Louis Pisuisse in november 1927 zette Stuurop samen met Paul Collin en Eline Pisuisse (1905-1949), een dochter van Pisuisse uit het huwelijk met diens eerste vrouw Jacoba Smit, nog twee jaar lang het gezelschap van Pisuisse voort. Het succes was echter verleden tijd. Daarna werkte Stuurop nog jaren als zanger, pianist en entertainer in cafés en bars. De liedjes van Pisuisse behoorden tot zijn vaste repertoire. Hij schreef zelf ook liedjes, samen met Harry Bordon bijvoorbeeld 't Kapelke. Stuurop overleed in 1956.

## Privéleven
Henk Stuurop trouwde op 26 september 1928 met de Spaanse danseres Sophie Gallirue (echte naam: Sofia Galicia Arrue). Op 13 september 1936 werd een zoon geboren, die vernoemd werd naar Pisuisse: Jean Louis Stuurop. Jean Louis werd later violist en zou het brengen tot tweede concertmeester van het Concertgebouworkest.